# 日本歯科大学九段短期大学
日本歯科大学九段短期大学（にほんしかだいがくくだんたんきだいがく 英語：Kudan Junior College of the Nippon Dental College）または九段短期大学は東京都武蔵野市関前380において1950年4月1日に設置が計画されていた日本の私立短期大学である。

## 概要
- 日本歯科大学が設置構想していた私立短期大学である[5]。
- 終戦後の学制改革に伴い大学予科の廃止を前提とした募集停止が決まりそれによりその校地・校舎を短期大学に流用してはどうかという案がでていた[1]。
- 1949年9月12日、財団法人理事会において短期大学の設立を決意し準備に入る[1]。
- 同年10月15日付けで、理事長中原實名により文部大臣[注釈 3]高瀬荘太郎に短期大学の設置認可の申請を行う[1]。
- 東京都武蔵野市において建設を予定し、入学定員120名、総定員240名を構想していた[2]。
- しかし、1950年2月4日に設置の申請を取り下げた[2]。

## 学科

### 当初、設置される予定のあった学科
- 理科 入学定員120名[5]

### 将来新設する構想のあった学科
- 数学科
- 保健衛生科